# Goot from the Boot
Goot from the Boot è una compilation del 1984, una delle prime raccolte di hardcore punk italiano pubblicate da etichette. Il disco, che vedeva raccolti brani di alcuni gruppi dell'epoca, fu pubblicato dalla Spittle Records che ne fece una ristampa su CD nel 2006 ampliandone il numero di brani e di band. Questa compilazione è poi stata considerata una raccolta seminale dell'hardcore punk italiano delle origini.

## Tracce
1. Grey Shadow – In The Centre Of The Nite
2. Grey Shadow – Grey Shadow
3. Noisenoisenoise Pn – It's War
4. Noisenoisenoise Pn – Moral Suicide
5. Mind – My House On The Road
6. Cani – Sabotaggio
7. Cani – Quando Sarai Grande
8. Juggernaut – Gun Gadin
9. Juggernaut – Everything From Near
10. Juggernaut – A Minute Of Hate
11. Putrid Fever – Aikido
12. Putrid Fever – Never Again
13. Putrid Fever - Reggae People (Big Noise)
14. Funny Fashion - Life Is A Game

### Edizione 2006 in formato doppio CD
1. Cani – Sabotaggio
2. Cani – Quando Sarai Grande
3. Cani – Guai A Voi!
4. Cani – Psicoguerra
5. Cani – Questa È La Tua Vita
6. Cani – Di Che Parli?
7. Cani – DDT
8. Cani – I Tempi Son Cambiati
9. Juggernaut – Gun Gadin
10. Juggernaut – Everything From Near
11. Juggernaut – A Minute Of Hate
12. Putrid Fever – Aikido
13. Putrid Fever – Never Again
14. Putrid Fever - Reggae People (Big Noise)
15. Grey Shadow – In The Centre Of The Nite
16. Grey Shadow – Grey Shadow
17. Noisenoisenoise Pn – It's War
18. Noisenoisenoise Pn – Moral Suicide
19. Mind – My House On The Road
20. Mono – Vistablue
21. Mono – Beady Eyes
22. Mono – Kairolistrassejugend
23. Aidons La Norvege – I Cavalieri
24. Aidons La Norvege – Per Un Soldato
25. Aidons La Norvege – Il Massacro Di Parigi
26. Aidons La Norvege – Fuori Dal Cerchio
27. Dive – Il Mare
28. Dive – La Finestra Che Tu Non Hai
29. Overload – Blue Snake
30. Overload – My Desire
31. Overload – Crowd
32. Overload – Bloody Moon Man
33. Overload – Get Nervous
34. Overload – Twilight Time
35. Funny Fashion - Life Is A Game